# Fujita Kazuki
Fujita Kazuki (sinh ngày 19 tháng 2 năm 2001) là một cầu thủ bóng đá người Nhật Bản.

## Sự nghiệp câu lạc bộ
Fujita Kazuki hiện đang chơi cho Albirex Niigata.